# Sefer haBahir
Il Sefer ha-Bahir (in ebraico סֵפֶר הַבָּהִיר) o semplicemente Bahir, benché redatto posteriormente al Sefer Yetzirah, è unanimemente considerato, in quanto a struttura, contenuto e simbologia, la prima opera letteraria cabalistica nel senso proprio di questa espressione.
Nonostante l'importanza attribuitagli dagli studiosi, esso continua ad essere in tutto il mondo occidentale un testo molto poco conosciuto della letteratura cabalistica, diversamente invece dai più blasonati Sefer Yetzirah e Sefer haZohar.

## Introduzione ed importanza storica
Si tratta di un midrash (cioè una raccolta di affermazioni tratte da varie fonti) scritto verosimilmente verso la fine del dodicesimo secolo nella Francia meridionale da autore ignoto.
Nel tempo sono state avanzate più ipotesi relative all'identità dell'autore: si sono fatti i nomi di Rabbi Nehunya ben HaKanah (in quanto menzionato all'inizio dell'opera) e di Isaac il Cieco ed altri ma nessuna ha avuto seguito.
L'importanza fondamentale che gli studiosi conferiscono al Sefer ha-Bahir, nell'ambito degli insegnamenti cabalistici, è da ascrivere al fatto che esso è l'unica testimonianza dello stato in cui si trovava la Cabala all'inizio della sua evoluzione, cioè quando non fu più appannaggio di ristrette cerchie di studiosi e un pubblico più ampio cominciò a venirne a conoscenza.
Il libro, così come ci è pervenuto, è alquanto breve: consta infatti di solo circa 12.000 parole ed è scritto in un miscuglio di ebraico ed aramaico (con alcune espressioni e parole in arabo).
La prima edizione su carta risale al 1651 ed è stata pubblicata ad Amsterdam.
Letteralmente Sefer ha-Bahir significa il libro (=Sefer) di bahir. Bahir può essere tradotto approssimativamente come chiarore, luminosità oppure fulgore (cfr luce celeste). Il nome è dovuto alla presenza di una frase che, citando Gb 37,21, recita «Un versetto dice: Ora diventa impossibile la luce».
Un altro nome (forse ancora più diffuso di Sefer ha-Bahir) è Midrash Rabbi Nehuniah ben Hakana (cioè: il libro dei racconti del rabbino Nehuniah figlio di Hakana) in quanto l'opera esordisce proprio con questa frase.
Studi recenti sembrerebbero portare alla conclusione che il Sefer ha-Bahir sia un rifacimento di un altro libro che oggi è andato perso ad eccezione di alcuni frammenti: il Sefer Raza Rabba, di molto anteriore al primo.

## Contenuto e peculiarità
Il testo non presenta una struttura letteraria e stilistica unitaria secondo l'interpretazione letterale: esso è di difficile comprensione, sovente poco chiaro e alquanto frammentario; pur tuttavia alcune sue parti si caratterizzano per un particolare gusto e fascino descrittivo che gli conferisce un tratto unico nel suo genere.
Tra i vari aspetti peculiari:
- è il primo testo nel quale le sefirot ricordano gli “eoni” gnostici cioè delle emanazioni di attributi divini (questa affinità del libro con il mondo della gnosi è a tutt'oggi argomento che interessa gli studiosi),
- formula l'idea del Ghilgul, anche [della] trasmigrazione delle anime cioè di quella dottrina della reincarnazione, che, anche a partire dal testo Sefer ha-Temunah, saranno conosciute:

(Sefer ha-Bahir, 195 [135], traduzione italiana Giulio Busi, Mistica Ebraica, Einaudi, 1999, pag. 208)
- il contenuto segreto permette di conciliare impostazioni contrastanti,
- appare, benché solamente in nuce, il concetto dell’albero delle sefirot bagnato dalle acque della Sapienza,
- il termine Ein-Sof (cioè l'infinito) quale "nominativo-attributo" di Dio non appare mai.

## Struttura
Si compone di 200 versetti strutturati in cinque sezioni:
- il primo (versetti 1-16) contiene dei commenti relativi al racconto della creazione (in particolare sul libro della Genesi)
- il secondo (versetti 17-44) si concentra sulla simbologia dell'alfabeto ebraico
- il terzo (versetti 45-122) tratta delle "sette voci", dei nomi di Dio, del Ghigul, diversamente inteso, e delle sefirot
- il quarto (versetti 124-193) analizza nel dettaglio le dieci sefirot
- il quinto ed ultimo (versetti 194-200) discute i misteri dello spirito.

## Traduzioni
In Italia è uscita nel settembre 2014 la traduzione integrale del testo per i tipi dell'editore Spazio Interiore, con commento del cabalista Aryeh Kaplan. Il libro contiene il testo ebraico, una sua versione italiana, il commento di Aryeh Kaplan e la prefazione di Nadav Hadar Crivelli.
Per i tipi dell'editore Nino Aragno, è uscita un'edizione critica, a cura di Saverio Campanini e con una prefazione di Giulio Busi, dal titolo The Book of Bahir, ISBN 88-8419-239-0. Il volume contiene il testo ebraico, una sua versione inglese (anche la prefazione è in questa lingua) e la traduzione latina che Flavio Mitridate fece appositamente per Pico della Mirandola nel 1486.